# Francesco Sfondrati

Stemma Sfondrati

Francesco Sfondrati (Cremona, 26 ottobre 1493 – Cremona, 31 luglio 1550) è stato un cardinale e arcivescovo cattolico italiano.

## Biografia

### I primi anni e la carriera politica
Di famiglia nobile, Francesco Sfondrati era figlio di Giovanni Battista Sfondrati, patrizio di Cremona, e di sua moglie Margherita Omodei.
Egli studiò latino e greco a Pavia dove si laureò in giurisprudenza. Fu in seguito professore alle università di Padova, Pavia, Bologna, Roma e Torino. Durante la sua permanenza a Torino divenne consigliere privato del duca Carlo III di Savoia e divenne senatore in città. Gli interessi della sua famiglia, ad ogni modo, lo tenevano legato in particolar modo al Ducato di Milano ed egli divenne dapprima podestà di Pavia dal 1527 al 1528 e poi fu consigliere di Francesco II Sforza e senatore a Milano dal 1530. Con il passaggio del ducato agli imperiali, Francesco Sfondrati divenne consigliere privato dell'imperatore Carlo V da cui, nel 1534 ottenne il titolo di conte del Sacro Romano Impero. Fu poi ambasciatore presso il duca di Savoia.
Il 23 ottobre 1537 l'imperatore gli concesse il titolo di conte della Riviera di Lecco. Fu quindi governatore di Siena.

### L'avvio della carriera ecclesiastica
Nel 1537 Francesco Sfondrati si sposò con Anna Visconti, rampolla della nobile ex famiglia ducale del milanese, da cui ebbe sette figli. Uno di loro, Niccolò, diverrà papa con il nome di Gregorio XIV. Nel 1538 acquistò il feudo di Bellagio. Il 20 novembre 1538 la moglie morì; Francesco decise di abbracciare la carriera ecclesiastica. Venne subito nominato protonotario apostolico, partecipante e referendario del Supremo Tribunale della Segnatura Apostolica.
Il 12 ottobre 1543 venne eletto vescovo di Sarno e poco dopo fu nunzio straordinario presso Ferdinando, re dei Romani, e presso i principi tedeschi per promuovere la pace tra il Sacro Romano Impero e la Francia che avrebbe rappresentato una sicurezza per l'Europa intera e per l celebrazione di un concilio generale.
Per i valenti servizi prestati, il 27 ottobre 1544 venne promosso arcivescovo di Amalfi e nominato nunzio alla dieta di Spira ove incontrò l'Imperatore portandogli le felicitazioni del pontefice nel raggiungimento della tanto sperata pace con re Francesco I di Francia.

### Il cardinalato
Il 19 dicembre 1544 papa Paolo III creò Francesco Sfondrati cardinale ed il 2 marzo dell'anno successivo gli concesse il titolo di Santi Nereo e Achilleo.
Nominato membro dell'Inquisizione romana, fu ancora in Germania dal 1547 al giugno del 1548 per svolgere missioni diplomatiche presso l'imperatore, con l'intento di negoziare i rapporti tra impero e l'Inghilterra dopo la morte di Enrico VIII.
Il 23 marzo 1547 fu trasferito alla diocesi di Capaccio, da dove il 9 novembre 1549 passò alla sede di Cremona. Intanto il 10 ottobre 1547 aveva optato per il titolo di Sant'Anastasia.
Partecipò al conclave del 1549-1550, che elesse Giulio III.
Morì il 31 luglio 1550 a Cremona e venne sepolto nel vestibolo della cappella del SS. Sacramento nella cattedrale cittadina.